# Евродон
Евродон — российский агропромышленный холдинг. В настоящее время входит в состав агрохолдинга «Дамате».

## История
Холдинг был основан в 2003 году ростовским бизнесменом Вадимом Ванеевым. На тот момент в России индейководство  было представлено, в основном, фермерскими и частными хозяйствами. Потребление индейки составляло менее 100 г на человека в год. Производства мяса индейки в промышленных объемах, каких достиг "Евродон" к 2015-году (500 тонн в сутки) в стране до "Евродона" не было. Ванеев оказался новичком в агробизнесе, несмотря на это через несколько лет стоимость всего бизнеса достигла примерно 10 млрд рублей. Быстрое развитие произошло после привлечения кредита на €20 млрд от ВТБ для строительства птицекомплекса в Ростовской области. Ванеев для этих целей смог заручиться поддержкой президента правления банка Андрея Костина. Впоследствии долг компании у ВТБ выкупил ВЭБ (Внешэкономбанк), получив при этом основную часть доли в компании.
В 2009 году компания достигла объема производимой продукции в 31 тысячу тонн. Производимая на предприятии индейка поставлялась под брендом «Индолина» в разные российские регионы. В 2010 году был запущен цех готовой продукции и дополнительный комплекс, размер инвестиций составил 7 млрд рублей. В 2014 году «Евродон» стал производить 41 тысячу тонн индейки в год, став крупнейшим производителем мяса индейки в России. В 2016 году предприятие вышло на максимальный показатель в 60 тысяч тонн мяса индейки. Возникла проблема переизбытка продукции, которую просто не успевали покупать. Из-за переполненных складов реализация индейки шла по ценам ниже себестоимости.
В 2017 году произошла эпидемия птичьего гриппа, в результате чего было уничтожено около половины поголовья предприятия, последующий карантин и остановка продаж мяса продолжались более полугода. Вскоре акции ГК «Евродон» перешли Внешэкономбанку. Рос долг компании, который в 2018 году достиг 37 млрд рублей. После проведения оценки предприятие было выставлено на торги, а основатель Вадим Ванеев лишился полномочий гендиректора по решению акционеров ГК «Евродон». Отставка Ванеева с занимаемого поста была одним из условий основного кредитора и владельца на выделение средств по урегулированию финансовой ситуации. В конце 2018 года кредитором было принято решение обанкротить компанию.
В июне 2020 года главным инвестором компании стал агрохолдинг «Дамате», который являлся на тот момент лидером по производству мяса индейки в России. Инвестиции холдинга в восстановление производства в 2020 году составили 1,5 млрд рублей.
В феврале 2021 года по решению Арбитражного суда Ростовской области бывший владелец «Евродона» Вадим Ванеев был признан банкротом.

## Собственники и руководство
Основатель компании — Вадим Шалвович Ванеев.
По данным системы «СПАРК Интерфакс» и ЕГРЮЛ, в начале 2010-х годов 45 % акций компании находились у Вадима Ванеева, 15 % у Валерия Гергиева, и 40 % акций принадлежало компании Brimstone Investments Limited. В начале 2016 года оффшор Brimstone Investments Limited был выкуплен компанией А1 (Альфа-Групп) и затем продан ВЭБ. Затем следствие увидело в этой сделке мошенническую схему топ-менеджера ВЭБ. В 2017 году после череды форс-мажорных обстоятельств и карантинных мероприятий в связи эпидемией птичьего гриппа владелец компании был вынужден в обмен на новый кредит для восстановления производства отдать помимо ранее 40% забранных при выдаче кредита еще 34% своей доли в компании, таким образом собственником и владельцем 74% компании стал ВЭБ.

## Награды
Компания «Евродон» и бренд «Утолина» в 2016-м году отмечены Первой Национальной премией бизнес-коммуникаций и внесены в номинации Wow эффект в первый реестр лучших маркетологов России и эффективных практик ведения бизнеса.